# Tetramorium infraspinosum
Tetramorium infraspinosum är en myrart som beskrevs av Vladimir Aphanasjevich Karavaiev 1935. Tetramorium infraspinosum ingår i släktet Tetramorium och familjen myror. Inga underarter finns listade i Catalogue of Life.